# Eine zweimalige Frau
Eine zweimalige Frau ist eine deutsche Verwechslungskomödie von Karen Müller aus dem Jahr 2004 mit Christine Neubauer in der Titelrolle. Neubauer spielt in ihrer Doppelrolle sowohl eine erfolgreiche Anwältin mit Ambitionen auf den Posten der Justizsenatorin als auch eine lebenslustige, allein erziehende Mutter. Die Frauen, die bisher nichts miteinander zu tun hatten, sehen sich zum Verwechseln ähnlich.
Marek Erhardt, Michael Fitz, Doris Kunstmann, Gunter Berger, Franziska Troegner, Martin Glade und Maximilian Befort sind in tragenden Rollen besetzt.

## Handlung
Rebekka Butt ist Anwältin und möchte in die Politik einsteigen. Doch gerade zu diesem Zeitpunkt tauchen in der Presse Fotos auf, die suggerieren, dass Rebekka in einem hochgeschlitzten Kleid im Nachtclub der „Roten Rita“ tanzt. Die Juristin, die den Posten der Justizsenatorin anstrebt, vermutet sogleich eine politische Intrige. Dass es sich bei dieser Frau um eine Tatjana Laake handelt, nimmt die Presse erst einmal nicht zur Kenntnis, da Tatjana und Rebekka eineiige Zwillinge sein könnten, so ähnlich sehen sie sich. Im Gegensatz zu Rebekka hat Tatjana gerade so mit Ach und Krach ihr Auskommen und muss zudem für ihren 12-jährigen Sohn Lucas sorgen. Außerdem schuldet sie einem Kredithai eine größere Summe.
Rebekka Butt lässt Ermittlungen über ihre Doppelgängerin anstellen, die neuerdings immer da auftaucht, wo sie eingeladen ist. Tatjana ist in Fürstenfeldbruck aufgewachsen, ihr Vater Alexander ist Architekt, ihre Mutter Regina Hausfrau. Beide hätten keinen Bezug zu Berlin, womit man ein Verwandtschaftsverhältnis zwischen den beiden Frauen wohl ausschließen könne. Tatjana sei vor drei Jahren von München nach Berlin gezogen. Bevor sie einen Sohn geboren habe, sei sie Stewardess gewesen und mit einem Piloten liiert, von dem ihr Sohn Lucas sei. Er mache jedoch keinerlei Anstalten, Unterhalt für seinen Sohn zu zahlen. Tatjana müsse demnächst aus ihrer Wohnung ausziehen. Seit der Geburt ihres Sohnes habe sie keine feste Anstellung mehr und jobbe mal hier mal da. Sie könne zudem einen höheren Kreditbetrag nicht zurückzahlen. Rebekka Butt zeigt sich über diese Nachrichten sehr erfreut.
Als die Anwältin versucht, Tatjana mit einem Scheck zu kaufen, schlägt sie ihn aus. Rebekka Butt will, dass Tatjana mit ihr vor die Presse tritt, um ein- für allemal darüber aufzuklären, dass sie eine Doppelgängerin hat.
Ein Versuch, selbst an Fotos zu kommen, auf denen beide Frauen zu sehen sind, schlägt fehl, da Tatjana das Spiel durchschaut. Dann jedoch bekommt sie Post von der Anwaltskanzlei Butt und Krappe. Hans Christian von Aschleben hat Tatjana angezeigt. Sie soll sich einen Ring erschlichen haben, den er ihr allerdings geschenkt hatte. Tatjana hatte den Baron auf einer der Partys, zu denen sie quasi als Rebekka Butt gegangen war, kennengelernt und ihn in dem Glaube gelassen, sie sei diese. Aschleben war es jedoch, der ein falsches Spiel spielte, er erwartete sich von der zukünftigen Justizsenatorin einen ganz besonderen Gefallen.
Letztendlich stellt sich heraus, dass Rebekkas Vater, ihre Eltern lebten seinerzeit in Ostberlin, in den Westen wollte, ihre Mutter aber nicht mit wollte. Sie hatte gerade Zwillinge bekommen. Ihr Vater habe sich dann Tatjana geschnappt und sei mit ihr in den Westen gegangen. Dort habe er Regina Laake kennengelernt und geheiratet und sei nur wenige Monate später verstorben. Rebecca sorgt dafür, dass es zu keinem Prozess kommt und kümmert sich auch darum, indem nun sie vorgibt, ihre Schwester zu sein, dass Lucas mit auf Klassenfahrt nach Berlin darf, indem sie seiner Klassenlehrerin, Frau Fröhlich, kaum eine andere Wahl lässt. Zudem will sie dafür sorgen, dass das Nachtlokal, in dem Tatjana arbeitet und das geschlossen werden sollte, nicht schließen muss. Und auch ihr Privatleben wird sich ändern, zum einen gibt sie dem Werben ihres Partners Rainer Krappe, der schon seit längerer Zeit in sie verliebt ist, endlich nach. Zum anderen hat sie nun eine Schwester, die sie glücklich in die Arme schließt. Und Tatjana hat in dem Reporter Bert Schubert einen Mann gefunden, der sich sehr für sie interessiert und auch gut mit Lucas kann.

## Produktion, Veröffentlichung
Eine zweimalige Frau wurde ab dem 31. Oktober 2002 in Berlin gedreht. Produziert wurde der Film von der Ziegler Film GmbH & Co. KG. und Degeto Film im Auftrag und für das Erste.
Die Erstausstrahlung des Films erfolgte am 17. September 2004 zur Hauptsendezeit. Am 28. August 2006 gab Komplett Video den Film auf DVD heraus.

## Kritik
Die Kritiker der Fernsehzeitschrift TV Spielfilm zeigten mit dem Daumen zur Seite, vergaben für Humor und Spannung je einen von drei möglichen Punkten und kommentierten die Verwechslungskomödie mit den Worten: „Die doppelte Christine Neubauer schlägt sich wacker, der Rest der Belegschaft bleibt eher blass.“ Fazit: „Viel zu brav für echte Lacher“.
Der Filmdienst zeigte sich wenig angetan von dem Film und schrieb: „Hanebüchene (Fernseh-)Verwechslungskomödie um Christine Neubauer in einer Doppelrolle, mal (missraten) karrierebewusst, zugeknöpft und gefühllos, mal (überzeugend) warmherzig und extrovertiert. Zahllose Ingredienzien werden dramaturgisch dilettantisch zu einer weitgehend ungenießbaren Mischung zusammengerührt. – Ab 14 möglich.“